# Bernardo Mozo de Rosales
Bernardo Mozo de Rosales, plus connu sous son titre de marquis de Mataflorida, né à Séville le 20 août 1762 et mort à Agen le 4 juillet 1832, est un homme politique espagnol, député aux Cortes de Cadix puis ministre de Grâce et Justice du 1er de novembre 1819 au 9 mars 1820.